# Yusuke Yamasaki
Yusuke Yamasaki (* 9. Februar 1979) ist ein in Deutschland lebender japanischer Schauspieler und Synchronsprecher.

## Leben
Yamasaki wurde am 9. Februar 1979 geboren. Von 2000 bis 2004 besuchte er die Schauspielschule Bungakuza. Im Jahr 2006 zog er nach Berlin um.

## Karriere
Im Jahr 2012 spielte er in dem US-amerikanischen Film Errors of the Human Body mit. In den folgenden Jahren trat er in zahlreichen Fernsehproduktionen auf, unter anderem spielte er in der Fernsehserie Charité den Bakteriologien Kitasato Shibasaburō.

## Filmografie (Auswahl)

### Schauspieler
- 2010: Kommissar Stolberg (Fernsehserie, 1 Folge)
- 2012: Errors of the Human Body
- 2013: Der Tote im Eis (Fernsehfilm)
- 2015: Hubert ohne Staller (Fernsehserie, 1 Folge)
- 2017: SOKO München (Fernsehserie, 1 Folge)
- 2017: Charité (Fernsehserie, 3 Folgen)
- 2018: Ausgerechnet Sylt (Fernsehfilm)
- 2020: MC Thunder II (Dancing Like a Ninja) (Musikvideo von Electric Callboy)
- 2022: Das Netz – Prometheus (Fernsehserie)
- 2024: RATATATA (Musikvideo von Electric Callboy und Babymetal)
- 2024: Human Within (VR-Experience)

### Synchronsprecher
- 2012: Zwischen allen Stühlen (Cherchez Hortense)
- 2014: Unbroken
- 2016: Silence